# Manciola guaporicola
O lagarto de mão pequena sul-americano ou Manciola guaporicola (Dunn, 1935) (nome científico), é uma espécie de vertebrado amniota que integra o grupo Lepidosauria, este sendo formado por lagartos, serpentes e tuataras. É o único representante do gênero, está presente principalmente em regiões rupestres de planalto e planícies de inundação. Utiliza cupinzeiros como abrigos em eventos de incêndios naturais ou na fuga de predadores. A espécie ainda apresenta registros em domínios brasileiros como, o Cerrado, Chaco e Pantanal; no Brasil pode ser encontrado dentro dos estados de Mato Grosso, Mato Grosso do Sul, Minas Gerais, Roraima, Tocantins, Goiás e Distrito Federal. Sua presença também ocorre na Bolívia e Paraguai. São animais de hábitos diúrnos, terrícolas e semifossoriais, apresentam corpo cilíndrico revestido de escamas cicloides  e com osteodermos presentes dorsal e ventralmente. É uma espécie vivípara, sendo sua ninhada média de quatro filhotes. Na dieta participam artrópodes, principalmente aranhas e gafanhotos.
É também chamado de Mabuya guaporicola. 

## Caracteristícas
Manciola guaporicola é uma espécie de médio porte com tamanho máximo de 98 mm. Seu corpo apresenta uma faixa média escura, faixas dorsolaterais e laterais na mesma cor; no ventre do animal não ocorre a presença desses traços. Um diferencial do gênero são os membros extremamentes diminutos, além do número de lamelas totais (147-154); o corpo alongado e cilindríco é sustentado por esses membros locomotores reduzidos- coxa, tíbia, artelho e mais acentuadamente os dedos (nos machos); mãos, dedos, coxa, pés e artelhos (nas fêmeas). Tais caracteristicas estão relacionadas com o estilo de vida da espécie, que hábita densas vegetações de gramíneas e desloca-se através de movimentos ondulatórios, nos quais os longos membros locomotores poderiam ser um empecilho. Portanto a redução da extremidade dos membros, em especial dos dígitos,derivam das maiores chances desses caráters engancharem na vegetação, sendo mais estável em termos adptativos a redução anatomica dos mesmos.

## Habitat e distribuição
A espécie está predominantemente em áreas de Cerrado, principalmente em campos abertos. Há registros de M. guaporicola em lugares como, a Ilha do Bananal (MT) nos campo de murundus, entre colinas esparsas e recobertas por árvores de pequeno porte, bem como na na área da Serra do Cachimbo (PA) em campo sujo por solos arenosos.
O nome genérico (Manciola) é um substantivo feminino, latino, que significa mão pequena, em referência às mãos e pés relativamente pequenos desses lagartos.
A espécie pode ser encontrada nos Brasil (Mato Grosso, Pará, Maranhão), Bolivia (Santa Cruz, Beni) e no Paraguai.
A espécie deste gênero é caracterizada pela presença de uma faixa escura no dorso médio, por ter tamanho máximo do corpo de 98 mm. Difere dos demais gêneros pela presença de membros excepcionalmente curtos e mãos e pés pequenos, com palmas e solas claras. A presença de uma única fileira nucal separa este gênero de Exila e Panopa e da maioria dos Spondylurus.

De acordo com a Lista Vermelha da União Internacional para a Conservação da Natureza e dos Recursos Naturais (IUCN) das espécies ameaçadas, a espécie encontra-se no estado de extinção pouco preocupante.